# Sibut (Brunei)
Sibut (mal. Kampong Sibut) – wieś w mukimie Amo w dystrykcie Temburong we wschodnim Brunei. Położona jest przy drodze Jalan Batang Duri, nad rzeką Temburong, 13 km na południe od Bengar.
Nazwa wioski pochodzi od płynącej tu rzeki Sibut. W 2007 we wsi znajdowało się 26 długich domów zamieszkanych przez 232 osoby, w tym 90 mężczyzn i 142 kobiety. Powierzchnia wioski wynosi 763 ha.